# ポール・ワークター＝サヴォイ
ポール・ワークター＝サヴォイ（Paul Waaktaar-Savoy、1961年9月6日 - ）は、ノルウェーのオスロ郊外にあるトンセンハーゲン出身のミュージシャン。
1984年のデビュー以来のa-haのメンバーで、ギターやバックコーラス、その他の楽器を担当。初期の作品の多くの作詞作曲を、単独あるいはマグネ・フルホルメンとの共作で手がけている。
1996年以降、a-haの活動と並行して、妻のローレン・サヴォイやドラマーのフロード・アンランドと組んだバンド、サヴォイの活動も続けた。
2010年12月4日をもってa-haいったん解散。
2011年6月25日、Weathervaneとしての活動開始を発表。同年8月20日のアマンダ賞に出演した。2014年 にはソロとしてWaaktaar名義で、楽曲「Manmade Lake」を発表（SoundCloudでの無料配信のみ）。2015年、a-ha再結成第一弾は、やはり彼の楽曲「Under The Makeup」だった。
現在、妻ローレンと息子のオーギーと共にニューヨーク在住。